# Zamek w Bilczach Złotych
Zamek w Bilczach Złotych – zamek wybudowany prawdopodobnie w XVI w. przez rodzinę Jazłowieckich herbu Abdank.

## Historia
Zamek został zniszczony przez Tatarów w pierwszej połowie XVII w. Obecnie po zamku pozostały nieznaczne ślady.